# Harold Young (Regisseur)
Harold Young (* 13. November 1897 in Portland (Oregon), Vereinigte Staaten; † 3. März 1972 in Beverly Hills, Vereinigte Staaten) war ein US-amerikanischer Filmregisseur und Filmeditor, der phasenweise auch als Schauspieler bei Bühne, Film und Fernsehen auftrat.

## Leben und Wirken
Harold Young hatte an der Columbia University studiert, ehe er zu Beginn der 1920er Jahre nach Hollywood ging und dort in den kommenden Jahren von mehreren Filmgesellschaften (Warner Bros., MGM, Paramount) angestellt wurde. Dort ließ man ihn nach kurzer Ausbildungszeit den Filmschnitt zu einer Reihe von Unterhaltungsproduktionen anfertigen. Paramount Pictures entsendete Young schließlich nach Europa, wo er die Oberaufsicht bei der Schnittfassung von in Paris entstandenen Filmen übernahm. Bald wirkte er auch in London als Editor für den Filmproduzenten Alexander Korda, mit dem er bereits in Hollywood (u. a. bei Das Liebesleben der schönen Helena) zusammengearbeitet hatte, und bei dessen britischen Großproduktionen Das Privatleben Heinrichs VIII., Katharina die Große und Das Privatleben des Don Juan er gleichfalls den Schnitt überwachte.
Infolge dieser sehr erfolgreichen Tätigkeit vertraute Korda ihm 1934 die Regie zu einem von ihm produzierten, aufwendigen Historien- und Kostümfilm aus der Zeit der Französischen Revolution an. Das Resultat, Die scharlachrote Blume, war ein großer Publikumserfolg und brachte Young in der Folgezeit Regieverträge von Paramount und den Universal Studios ein, die dieser in die Vereinigten Staaten heimkehren ließen. Doch keiner dieser Young-Inszenierungen kam über den B-Film-Status hinaus und hinterließen irgendwelchen Eindruck. Zuletzt musste er sich mit Regieaufträgen beim Fernsehen begnügen.
Harold Young wirkte hin und wieder in kleinen Rollen bei Filmen mit, und zwischen Oktober 1938 und November 1945 sah man ihn auch in mehreren Broadway-Inszenierungen: (Oscar Wilde, Too Many Girls, The Woman Brown, High Kickers, In Time to Come, King Richard III. und Beggars Are Coming to Town). Im November und Dezember 1947 führte Young bei 38 Vorstellungen des Broadway-Stücks The First Mrs. Fraser am Shubert Theatre Regie, anschließend kehrte er für einige Jahre nach England zurück und trat dort vor Film- und Fernsehkameras, ohne dabei größere Spuren zu hinterlassen.

## Filmografie (Auswahl)
Filmschnitt
- 1923: Fighting Blood
- 1923: Judy Punch (Kurzfilm)
- 1924: William Tells
- 1925: Sally, Irene and Mary
- 1925: Sun-Up
- 1926: Der starke Mann (The Strong Man)
- 1926: Sin Cargo
- 1927: Husband Hunters
- 1927: Das Liebesleben der schönen Helena (The Private Life of Helen of Troy)
- 1928: Die gelbe Lilie (Yellow Lily)
- 1929: Her Private Life
- 1930: Top Speed
- 1930: Bright Lights
- 1930: Der Flüchtling (The Lash)
- 1931: The Reckless Hour
- 1931: Die Männer um Lucie
- 1932: Service for Ladies
- 1932: Wedding Rehearsal
- 1932: The Girl From Maxim’s
- 1933: Das Privatleben Heinrichs VIII. (The Private Life of Henry VIII.) (Schnittaufsicht)
- 1934: Katharina die Große (Catherine the Great) (Schnittaufsicht)
- 1934: Das Privatleben des Don Juan (The Private Life of Don Juan) (Schnittaufsicht)

Filmregie, wenn nicht anders angegeben
- 1934: Die scharlachrote Blume (The Scarlett Pimpernel)
- 1935: Erpresser (Without Regret)
- 1936: Nach Mexiko verschleppt (Woman Trap)
- 1936: My American Wife
- 1937: 52nd Street
- 1937: Let Them Live
- 1938: Little Tough Guy
- 1938: The Storm
- 1939: Hero for a Day
- 1939 Sabotage
- 1940: Swing it Out Loud
- 1941: Bachelor Daddy
- 1941: Swing it Soldier
- 1942: Juke Box Jenny
- 1942: Rubber Racketeers
- 1942: The Mummy’s Tomb
- 1943: Hi, Daddy
- 1943: I Escaped From the Gestapo
- 1943: Spy Train
- 1944: Machine Gun Mama
- 1944: Drei Caballeros (The Three Caballeros) (Trickfilm, nur Live-Sequenzen)
- 1945: Song of the Sarong
- 1945: The Frozen Ghost
- 1945: The Jungle Captive
- 1946: 13 Rue Madeleine (nur Filmrolle)
- 1947: Citizen Saint
- 1949: Adel Verpflichtet (Kind Hearts and Coronets) (nur Filmrolle)
- 1950: The Bells (Fernsehfilm, nur Rolle)
- 1950: The Powder Monkey (nur Filmrolle)
- 1953: Double Barrel Miracle (Fernsehfilm)
- 1953: The Lie (Fernsehfilm)
- 1954: Boogie’s Bump
- 1956: Carib Gold
- 1961: Witchcraft (Fernsehfilm)